# Amalia Anglés y Mayer
Amalia Anglés y Mayer, o Amalia Anglés y Moya (Badajoz, 3 de noviembre de 1827-Stuttgart, 1 de mayo de 1859), fue una cantante de ópera y guitarrista española.

## Biografía
Nació en Badajoz en 1827. Tras dar a conocer su voz y su afición por la música en Santander, se trasladó a la capital para estudiar en el Real Conservatorio de Música de Madrid, donde se matriculó en octubre de 1839, en la clase de solfeo, y en marzo de 1842, en la de canto.
Tras obtener sobresalientes en todas las asignaturas, la reina María Cristina la escogió para ejercer de profesora de sus dos hijas mayores, que a la postre serían Isabel II y la duquesa de Montpensier. Con apenas veinticuatro años, gozaba ya de cierta fama como profesora y se trasladó a Italia. Contratada por el teatro milanés de La Scala, interpretó allí diecinueve noches seguidas, lo que suscitó las alabanzas de la prensa italiana.
Terminado este contrato, marchó a Londres y Lisboa, volvió después a Italia y más tarde viajó a Prusia y Alemania, donde falleció en 1859.
A su muerte, Mariano Gelabert y Correa publicó, acompañada de su obituario, una biografía de la artista. Le dedicó, entre otras, palabras como estas:

El genio, ese rasgo de la Divinidad, que alumbra las inteligencias privilegiadas, sublime don que el Todopoderoso concede a algunas de sus criaturas, se albergó dignamente en la imaginación y en el alma de Amalia Anglés, y cerniendo sus alas sobre la pura frente de la inspirada artista, hizo inmortal su nombre.